# Nuur-ud-Din-Moschee
Die Nuur-ud-Din-Moschee (Urdu مسجد نور الدین DMG Masǧid Nūr al-Dīn, deutsch ‚Licht der Religion‘ benannt nach Nuur ud-Din) befindet sich in Darmstadt (Stadtteil Darmstadt-Nord) und wird von der Ahmadiyya-Gemeinde Darmstadt betrieben. Die Grundsteinlegung erfolgte am 11. Mai 2002, eingeweiht wurde sie im August 2003 durch Khalifat ul-Massih Mirza Masroor Ahmad. Zu dem Bauwerk gehören zwei 17 Meter hohe Minarette, die bebaute Fläche beträgt 331,54 m². Die Moschee kann über 550 Personen aufnehmen und ist Teil des 100-Moscheen-Plans.